# Vasilij Livanov
Vasilij Livanov (russisk: Васи́лий Бори́сович Лива́нов) (født 19. juli 1935 i Moskva i Sovjetunionen) er en sovjetisk filminstruktør, skuespiller og manuskriptforfatter.

## Filmografi i udvalg
- Brevet som aldrig blev afsendt (1960)
- Slepoj muzykant (1960)
- Sud sumassjedsjikh (1961)
- Kollegi (1962)
- Sinjaja tetrad (1963)
- Zeljonyj ogonjok (1964)
- God kak zjizn (1966)
- Bremenskije muzykanty (1969)
- Krokodil Gena (stemme, 1969)
- Sinjaja ptitsa (Синяя птица, 1970)[2][3]
- Tjeburasjka (stemme, 1971)
- Po sledam bremenskikh muzykantov (По следам бременских музыкантов, 1973)
- Sjapokljak (stemme, 1974)
- Zvezda plenitelnogo stjastja (1975)
- Sherlock Holmes og doktor Watson (Шерлок Холмс и доктор Ватсон, 1979)
- Prikljutjenija Sjerloka Kholmsa i doktora Vatsona (1980)
- Tjeburasjka idjot v sjkolu (da.: Tjeburasjka går i skole, stemme, 1983)
- Don Quijote vender tilbage (Дон Кихот возвращается, 1997)
- Novye Bremenskije (2000)